# 国民民主会議 (グレナダ)
国民民主会議（こくみんみんしゅかいぎ、英: National Democratic Congress、NDC）は、グレナダの中道左派政党。かつては1990年から1995年までと2008年から2013年まで与党であり、2022年に9年ぶりの政権奪回を果たした。
グレナダ侵攻後、内輪もめを起こしていたかつての左派、新Jewel運動政権に対しジョージ・ブリザンとフランシス・アレクシスが1987年に結成した。1990年3月13日の総選挙で勝利し、ニコラス・ブラスウェイトが首相に任ぜられたが1995年6月20日の総選挙では新国民党（NNP）に敗れ下野。1999年1月18日の総選挙でも定数15議席をすべて逃す大敗を喫した。
2003年11月27日の総選挙では45.6%の票を獲得したが、7議席で惜敗した。
2008年7月8日の総選挙では全15議席のうち11議席を獲得し、ティルマン・トーマス党首が首相になった。
2013年2月19日の総選挙では41%の得票をするも、小選挙区制の弊害を受け、議席を全て失った。2018年3月13日の総選挙でも議席を獲得することはできなかった。2022年6月23日執行の総選挙では9議席を獲得し、9年ぶりの政権交代を確実とした。
かつては中央アメリカリベラル機構“FELICA”の一員だった。現在でもバルバドスの民主労働党などカリブ諸国の中道左派政党とは付き合いがある。